# Storstad (Schiff, 1925)
Die Storstad war ein norwegischer Tanker, der nach seiner Einziehung im Zweiten Weltkrieg von Oktober 1940 bis Mai 1943 von der deutschen Kriegsmarine als Hilfsminenschiff und Hilfstrossschiff unter dem Namen Passat genutzt wurde.

## Bau und technische Daten
Die Storstad lief am 21. Oktober 1925 mit der Baunummer 11 auf der Werft der Blythswood Shipbuilding Company in Scotstoun (Glasgow) für A. F. Klaveness & Co. in Oslo vom Stapel. Das Schiff war 143,3 m lang und 19 m breit und hatte 10,8 m Tiefgang. Es war mit 8.998 BRT und 5.217 NRT vermessen. Der Antrieb erfolgte durch einen Viertakt-12-Zylinder-Dieselmotor von John G. Kincaid & Co. in Greenock mit 3.100 PS an den Wellen und zwei Schrauben. Die Probefahrt erfolgte am 20. Januar 1926.

## Zweiter Weltkrieg

### Nortraship
Die Storstad befand sich während der deutschen Invasion Norwegens in Ostasien. Sie wurde im Mai 1940 von der norwegischen Exilregierung der für die Dauer des Kriegs neu gebildeten Norwegian Shipping & Trade Mission (Nortraship) zur Bereederung unterstellt.

### Kaperung
Am 30. September 1940, unter Charter der Socony Vacuum Oil Co., lief die Storstad unter Kapitän Egil Wilhelmsen aus Miri in Nordborneo mit Ziel Melbourne aus, beladen mit 12.000 Tonnen Dieselöl und 500 Tonnen Schmieröl. Am 7. Oktober wurde sie in der Nähe der Weihnachtsinsel von dem deutschen Hilfskreuzer Pinguin unter Kapitän zur See Ernst-Felix Krüder gesichtet und durch einen Warnschuss zum Stoppen gezwungen. Krüder hatte die Absicht, Minen in sechs Schifffahrtsstraßen vor Australien und Tasmanien zu legen, benötigte dazu aber zwei Schiffe. Er nahm die Storstad als Prise in Besitz und lief mit ihr in eine abgelegene Gegend zwischen Java und der Nordwestspitze Australiens, wo sie in dreitägiger Arbeit zum Hilfsminenschiff umgerüstet wurde, mit einem Minendeck und Minenschienen auf dem Achterschiff. 110 Minen wurden mit einem von dem am 26. August versenkten norwegischen Frachter Morviken stammenden Motorboot auf die Storstad umgeladen. Die Pinguin übernahm 1200 Tonnen Dieselkraftstoff, und dann wurde die Prise unter dem Namen Passat für die Kriegsmarine in Dienst gestellt. Ihr Kommandant war der zu diesem Zweck vorübergehend für die Dauer der geplanten Minenlegeaktion zum Kapitänleutnant (S) ernannte Erich Warning. Die übrige Besatzung bestand aus drei Offizieren, acht Unteroffizieren und 19 Mann sowie fünf Mann der ursprünglichen norwegischen Besatzung, die sich bereiterklärt hatten, weiterhin im Maschinenraum zu arbeiten.

### HilfsminenschiffPassat
Am 12. Oktober lief die Passat in die Gewässer zwischen Tasmanien und dem australischen Festland und legte vom 28. Oktober bis zum 7. November ihre Minensperren in der Banks-Straße zwischen dem Nordostende Tasmaniens und der Furneaux-Gruppe und an den Ost- und Westausgängen der Bass-Straße, am Wilsons Promontory und am Cape Otway, auf den Zufahrtswegen nach Melbourne. Die Pinguin warf ihre Minen unterdessen vor Sydney, Newcastle, Hobart und Adelaide. Beide Schiffe hielten während dieser einmonatigen Unternehmung völlige Funkstille.
Die Minen der Passat forderten mindestens zwei Opfer. Am 7. November lief das Kühlschiff Cambridge (10.846 BRT) am östlichen Ende der Bass-Straße auf eine Mine der Passat und sank; dabei kam ein Mann ums Leben. Am 9. November sank der US-amerikanische Frachter City of Rayville (5883 BRT) am Westende der Bass-Straße nach Minentreffer; auch hier kam ein Mann der Besatzung ums Leben. Die City of Rayville war das erste im Zweiten Weltkrieg durch deutsche Kriegshandlung versenkte amerikanische Schiff.

### BlockadebrecherStorstad
Die Pinguin und die Passat trafen wie verabredet am 15. November etwa 600 Seemeilen westlich von Perth wieder zusammen. Dort wurde die Passat am folgenden Tag wieder in Storstad umbenannt und aus der Kriegsmarine ausgemustert, um nunmehr zunächst als Aufklärer für den Hilfskreuzer zu dienen, bis der gesamte noch in den Tanks befindliche Kraftstoff an weitere deutsche Schiffe abgegeben werden konnte. Ihre deutsche Besatzung wurde auf 18 Mann reduziert, und weitere 20 Norweger traten als Freiwillige zu den fünf, die bereits an Bord waren. Die beiden Schiffe liefen dann ab 19. November südwestlich von Australien mit einigem Abstand auf Parallelkurs, um somit einen weiteren Sichtkreis zu haben. In den folgenden elf Tagen wurden so vier Schiffe aufgespürt und von der Pinguin versenkt.
Am 8./9. Dezember trafen die beiden Schiffe rund 900 Seemeilen südöstlich von Madagaskar mit dem Hilfskreuzer Atlantis zusammen. Nachdem die beiden Hilfskreuzer noch einmal Treibstoff von der Storstad übernommen hatten, wurde die Prise mit den insgesamt 405 Gefangenen der zwei Hilfskreuzer am Morgen des 10. Dezember unter dem Leutnant zur See d.R. Helmut Hanefeld nach Deutschland entlassen.
In der letzten Dezemberwoche traf sich die Storstad, die getarnt als norwegischer Tanker Falkefjell das Kap der Guten Hoffnung umrundet hatte, im Südatlantik mit dem Schweren Kreuzer Admiral Scheer, dem Trossschiff Nordmark, dem Hilfskreuzer Thor, dem Tanker Eurofeld und der Prise Duquesa, wobei wiederum Treibstoff abgegeben und weitere 119 Gefangene von der Admiral Scheer und der Nordmark übernommen wurden. Vom 6. bis 8. Januar übergab die Storstad den Rest ihrer Dieselölladung an die Nordmark und ging danach auf den letzten Abschnitt ihrer Heimfahrt. Am 4. Februar 1941 erreichte sie Le Verdon an der Gironde in Westfrankreich.

### TrossschiffPassat
Das Schiff wurde am 16. Februar von der Kriegsmarinedienststelle (KMD) Bordeaux für den Trossschiffverband erfasst und der Gruppe West mit dem KMD Bordeaux unterstellt. Am 25. Februar wurde es vom Prisenhof Hamburg zur Verwendung an deutsche Stellen freigegeben. Am 27. Februar wurde es wieder in Passat umbenannt und endgültig dem Trossschiffverband zugeteilt. Die Bereederung erfolgte durch die Erste Deutsche Walfang-Gesellschaft.
Am 1. April 1941 begann bei der Werft von Ateliers & Chantiers de Bretagne (ACB) in Nantes der Umbau zum Hilfstrossschiff. Am 1. Februar 1942 erfolgte die Indienststellung unter Kapitän Otto Kölschbach. Nach fertiggestellter Endausrüstung wurde die Passat nach Saint-Nazaire überführt, wo sie am 29. März beim britischen Kommandounternehmen gegen Saint-Nazaire, der „Operation Chariot“, schwer beschädigt wurde. Sie wurde nach der Explosion der Campbeltown am Schleusentor von der hinter ihr liegenden Schlettstadt, die sich bei der gewaltsamen Teilöffnung der Schleuse von ihrer Vertäuung losgerissen hatte, im Heck gerammt und lag dann blockiert in der Schleuse. Am 18. April wurde sie dort durch britische Fliegerbomben ein weiteres Mal beschädigt.

### BlockadebrecherPassat
Nach Beendigung der Reparaturen wurde sie im Juni 1942 zur Endausrüstung wieder nach Nantes verlegt. Allerdings sollte sie nun nicht mehr als Trossschiff, sondern als Blockadebrecher dienen und auf der Fahrt nach Japan den Hilfskreuzer Thor versorgen. Am 6. September sollte das Schiff nach Japan auslaufen, es wurde aber am Morgen des 2. September auf der Innenreede von Saint-Nazaire, wo die MES-Anlage neu eingestellt worden war, bei einem britischen Luftangriff durch einen Bombentreffer im Maschinenraum erneut schwer beschädigt, wobei 80 Tote zu beklagen waren. Im September wurde es wieder nach Nantes verlegt, wo die gesamte Besatzung und Ausrüstung an die Brake abgegeben wurden, die dann am 13. September mit dem ursprünglichen Auftrag der Passat auslief.

### Ende
Am 4. Mai 1943 wurde die Passat außer Dienst gestellt. Sie wurde später ohne Besatzung bei Donges in der Loire neben der ebenfalls schwer beschädigten Nordstern aufgelegt und bald darauf zum Ausschlachten freigegeben. Am 10. Dezember 1943 wurde sie demgemäß vom Trossschiffverband Gruppe West an die Nebenstelle Nantes des Nachschubressorts Paris der Kriegsmarinewerft Wilhelmshaven abgegeben. Beim deutschen Rückzug aus Nantes wurde das Schiff am 11. August 1944 selbstversenkt. Das Wrack wurde 1949 gehoben und abgebrochen.